# التوبة (أغنية)

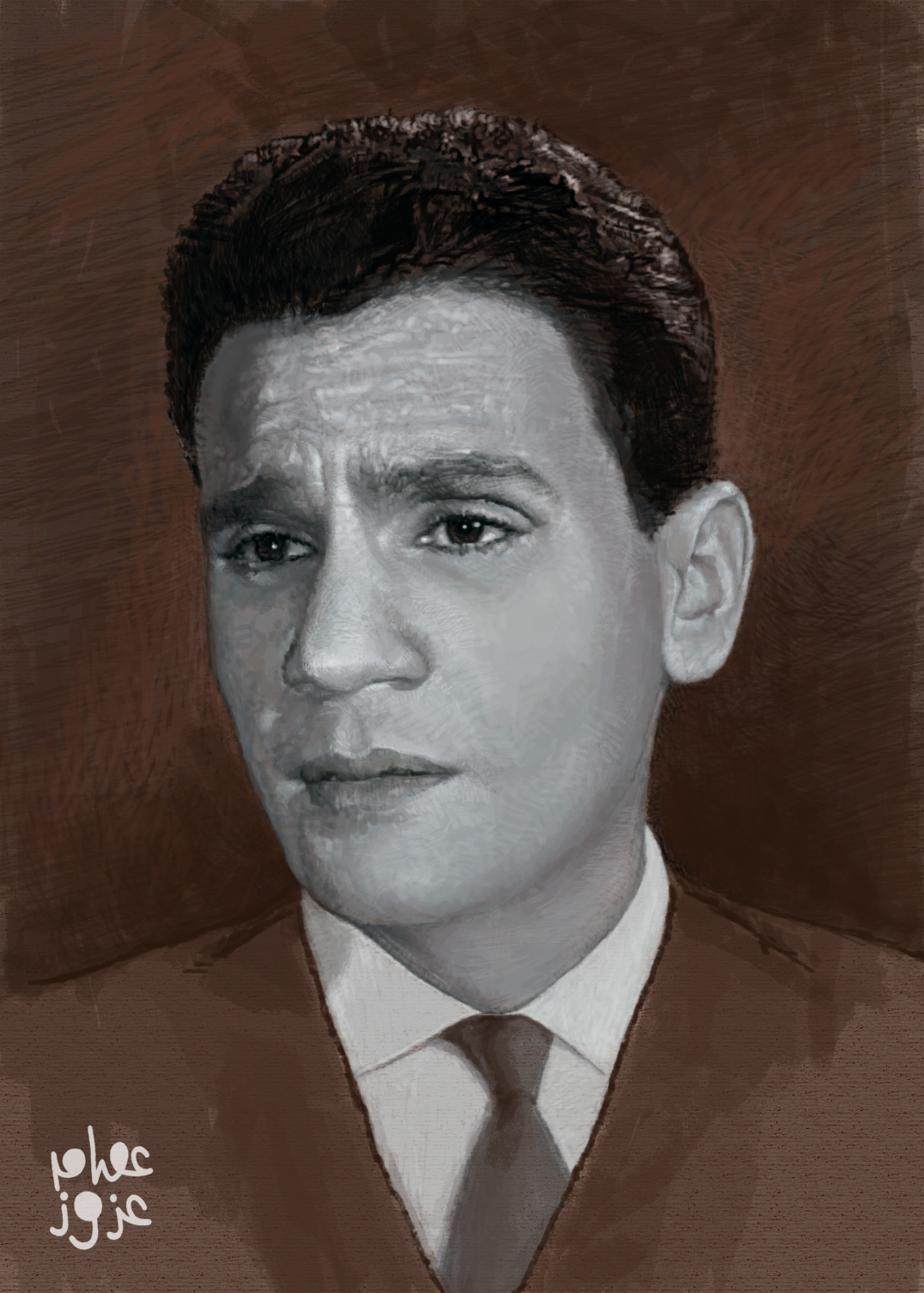

التوبة أو أنا كل ما اقول التوبة هي أغنية للمغني المصري عبد الحليم حافظ من ألحان بليغ حمدي وكلمات عبد الرحمن الأبنودي وتوزيع الموسيقار علي اسماعيل وعزف الفرقة الماسية بقيادة أحمد فؤاد حسن. قدمت الأغنية لأول مرة في 21 أبريل 1966 على مسرح سينما الهمبرا في حفل خيري نظمته مديرية أمن اسكندرية. وطبعت بعدها على اسطوانات «صوت الفن» في مصانع اليونان في 3 مايو 1966، وعلى اسطوانات «بارلوفون» في بريطانيا 1967، ثم أسطوانات «بارلوفون إي ام آي» في اليونان.
الأغنية من ضمن ثلاث أغاني فلكلورية قدمها عبد الحليم حافظ في العام نفسه، إذ تلاها «على حسب وداد قلبي»، ثم «سواح».

## خلفية الأغنية
ظهر عبد الرحمن الأبنودي على ساحة الغناء آتيًا إلى القاهرة، وبحث عن المغني المصري محمد رشدي، ليغني له قصيدته «وهيبة»، ويلحن عبد العظيم عبد الحق الأغنية، ويقدمها رشدي في حفل منتصف عام 1964، وتصبح الأغنية صانعة حظ رشدي وأكبر نقطة تحول في مسيرته هو والأبنودي، خصوصًا بعد انضمام بليغ حمدي. يأتي عام 1966، فيتحول مسار رشدي الغنائي إلى صعود مستمر نحو القمة، ويصبح هو النجم الذي تتهافت عليه الصحف والمجلات، خصوصًا بعد أغنية «عدوية» عام 1966.
كان الشاعر عبد الرحمن الابنودى في زيارة الملحن عبد العظيم عبد الحق وعندما دخلت الخادمة لتقدم الشاى للابنودى سألها: «اسمك ايه ياصبية» قالت: «عدوية» فقال لها: «منين؟» قالت: «من أبنود»، قال لها الابنودى: «أنت بلدياتى والله لاكتب لك أغنية»، وبالفعل كتب الأغنية وأعطاها للموسيقار عبد العظيم عبد الحق ليلحنها. التقى الأبنودى بالملحن «بليغ حمدي» في مكتب الموسيقار محمد حسن الشجاعى وعندما عرف حمدى أن هذا الرجل هو الأبنودى أحتضنه وأبدى إعجابه بأغنيته «تحت الشجر يا وهيبة» وعندما استمع لكلمات عدويه أعجب بها وطلبها من الأبنودى، الذي قال: «الكلمات مع عبد العظيم عبد الحق»، وبعد أسبوع أعاد عبد الحق الكلمات إلى الأبنودى دون أن يلحنها لعدم قدرته على التركيز وقال: «عند تلحين الكلمات وأغني وأقول عدوية تحضر البنت الشغالة».
نجحت الأغنية نجاحًا منقطع النظير، مما جعل عبد الحليم حافظ يشعر بتراجع اسهمه، حول ذلك كتب وجدي الكومي على موقع جريدة المدن الالكترونية نقلًا من كتاب «مذكرات محمد رشدي» للكاتب «سعيد الشحات»: «يهتز عرش عبد الحليم الغنائي، ويبدأ» عملية خطف«الأبنودي وبليغ من رشدي، وكان هذا ذكاء من عبد الحليم لأن قطار الأغاني الشعبية كان يبدأ من الكلمة، والكلمة كانت عند الأبنودي».
قال نجل محمد رشدي، إنه كانت هناك منافسة قوية بين والده وعبد الحليم حافظ، ولاسيما بعد أن كون رشدي ثلاثيًا غنائيًا ناجحًا مع الملحن بليغ حمدي والشاعر عبد الرحمن الأبنودي، وهو ما تسبب في شعور عبد الحليم بالغيرة الشديدة تجاه رشدي، وتابع نجل رشدي: «بعد النجاح الكبير اللي حققه والدي، عبد الحليم بعت للأبنودي وقال له اكتبلي أغاني شعبي زي اللي صاحبك بيغنيها، وهو يقصد والدي، وقال له بس خلي بالك أنا معرفش أغني وأقول المزامير، وبالفعل الأبنودي كتب له أغنية أنا كل ما أقول التوبة»، واستكمل: «وفي مرة عبد الحليم سافر خارج مصر كان عنده حفلات وجاب لوالدي معاه وقتها حوالي 10 حفلات في نفس البلد، قال والدي لبليغ حمدي ربنا يكرمه جابلي 10 حفلات، فرد حمدي وقال، ده واخدك معاه عشان يبعدك عن القاهرة ومتعملش أي أغاني وهو بعيد عن مصر وتنجح».
خطف عبد الرحمن الأبنودي
يروي الأبنودي أنَّه تم خطفه فعلياً لمقابلة عبد الحليم، كان حينها بصحبة بليغ حمدي، وفجأة ظهر أمامه رجلان يرتديان ملابس سوداء ونظَّارات سوداء، وقال أحدهما بنبرة حادة: «حضرتك الأستاذ الأبنودي؟ عايزينك معانا شوية»، حتى ظنَّ أنه معتقل أو مخطوف (كان قد تم إعتقال الأبنودي قبل ذلك لعلاقته بالكاتب صلاح عيسى الذي كتب في انتقاد جمال عبد الناصر)، واقتادوه في سيارة إلى حيٍّ الزمالك، وصعد ليجد عبد الحليم في انتظاره. طلب عبد الحليم من الأبنودي أن يكتب له أغنية، مستطرداً «أنا عايز أغنِّي باللغة بتاعتك»، في إشارة منه إلى اللهجة الصعيدية، لافتاً إلى أنه يريد الغناء، لكنه لا يستطيع الغناء بطريقة شعبية خالصة قائلًا: «أنا عبد الحليم حافظ»، وردَّ عليه الأبنودي قائلاً: «هنعمل كل ما اقول التوبة بس مع بليغ»، كانت الأغنية معروفة، لكن الأبنودي قرَّر إعادة إحيائها، وكان عبد الحليم على خلاف مع بليغ حمدي آنذاك، لكن الأغنية جمعت بينهما مرة أخرى.

## تنفيذ الأغنية
جاءت أغنية «التوبة» في فترة كان فيها عبد الحليم يبحث عن نوعية جديدة يقدّمها لمحبيه بعد أن التفت جزء كبير من الجمهور العربي لموسيقى فريق البيتلز الإنجليزي، الذي قدّم أغان قصيرة بإيقاعات سريعة وحقق انتشارًا هائلًا في منتصف الستينيات، فاستلهم منه عبد الحليم الفكرة وقرّر أن يجرّب الأغنية القصيرة السريعة التي تقتبس من الموسيقى الغربية.
لحن بليغ الأغنية بايقاعات ونغمات أوروبية واضحة تعلو فيها أصوات آلات نحاسية دخيلة على الموسيقى العربية، فهاجمها الكثير من النقاد. من الجدير بالذكر أن أوّل من غناها هو الفنان محمد الصغير بنفس المطلع وبلحن مختلف كما غنتها ليلى مراد في أحد أفلامها وغنتها كذلك الممثلة الطفلة فيروز، لكن الجمهور سرعان ما تأقلم مع حداثتها وتبنّاها وردّدها. كتبت عبير النصراوي في 22 مايو 2019 على موقع «مونت كارلو الدولية»: «من الواضح أن هذه الحداثة هي التي ضمنت لها التواصل إلى اليوم مع أصوات كثيرة من مشاهير الفنانين العرب من مختلف الأجيال. أما سر نجاحها يكمن حتمًا في المفارقة العبقرية بين السهولة والعمق».
كشف الإعلامية نهال كمال، زوجة الشاعر عبد الرحمن الأبنودي، عن سر الخلاف الذي نشب بين الأبنودي وعبد الحليم حافظ، بسبب أغنية «التوبة»: «أن سبب الخلاف يعود إلى نطق عبد الحليم للقاف، باللهجة القاهرية، بينما كتبها الأبنودي في الأساس باللهجة الصعيدية جيمًا غير معطشة»، وأوضحت أن عبد الحليم، كان متوجسًا من أدائه لهذا اللون الشعبي من الأغنية، وخاف من عدم قبول الناس له، وتابعت: «لكن عندما نجحت الأغنية، أصبحت هناك تسجيلات أخرى لها، بالنطق الذي أراده الأبنودي للهجة الصعيدية... كانت سبب خلاف بينهم، كمان لأن المزيكا كانت سريعة جدًا، والأبنودي اعترض وقتها، ولما سمع الأغنية قال يا ريتني ما إديتها لعبد الحليم ويا ريته ما عملها»، مشيرة إلى أن هذا الأمر خلق جفاء لفترة بين الطرفين.

## نسخ للأغنية بعد عبد الحليم حافظ
قام كثير من المغنيين والمغنيات العرب بغناء أغنية «التوبة» وبعضهم قام بعمل توزيعات مختلفة للأغنية، ومن أهم من غناها المغنية اللبنانية «ماجدة الرومي» وقارن الكثيرين بين نسختها والنسخة الأصلية لعبد الحليم. احتفى برنامج المسابقات الغنائية «فويس سينيور» بالأغنية في انطلاقة قوية شهدها البرنامج اعاد من خلالها البريق إلى الشاشة بعد تعثّر بسبب وباء كورونا، وكانت المفاجأة بتجديد أغنية «التوبة» بأصوات أعضاء لجنة التحكيم: نجوى كرم وسميرة سعيد وهاني شاكر وملحم زين.
قدم الأغنية ايضًا: عمرو دياب وإيهاب توفيق بمصاحبة عاصي الحلاني. ايضًا قدمتها اللبنانية مايا دياب والسورية أصالة نصري ومروة ناجي التي برزت مع برنامج «الفويس». قدم الأغنية مروان خوري من لبنان وبلقيس من اليمن وجنات من المغرب والفلسطيني عصام قدري. قدمتها منى عزيز التي ظهرت لأول مرة مع فرقة المصريين في السبعينات وكارمن سليمان المصرية الفائزة بلقب «نجمة العرب». تتضمن قائمة من قدم أغنية «التوبة» ايضًا: غادة رجب وعبدو شريف من المغرب ومعين شريف من لبنان وعلاء قرمان وآخرين.

## كلمات الأغنية
أنا كل ما أقول التوبة يا بوي
ترميني المقادير يا عين
وحشاني عيونه السودة يابوي
ومدوبني الحنين يا عين
متغرب والليالي يا بوي
مش سايباني في حالي يا عين
والرمش اللي مجرحني يا بوي
ضيعني وأنا كان مالي يا عين
يا رموش قتاله وجارحه يا بوي
وعيون نيمانة وسارحة ياعين
أديكي عمري بحاله يا بوي
واديني انتي الفرحة ياعين
القلب الأخضراني يا بوي
دبلت فيه الأماني يا عين
ولا قادر طول غيبتكو يا بوي
يشرب من بحر تاني يا عين

## مناسبات هامة
قدم الأغنية في عديد من الحفلات أبرزها
- 22 مايو 1966 : حفل كأس الجمهورية احتفالا بفوز النادي الأهلي.
- 4 أغسطس 1966 : حفل زفاف نجيبة عامر نجلة المشير عبد الحكيم عامر.[18]
- 30 أغسطس 1966 : حفل بمسرح بيسين عالية في لبنان.
- 17 نوفمبر 1967 : حفل بقاعة رويال ألبرت هول في لندن.

## وصلات خارجية
| - معين شريف - أنا كل ما أقول التوبه على يوتيوب - Balqees - Altobah (Live in Cairo) على يوتيوب - وانا كل ما قول التوبة : مروان خوري يغني لعبد الحليم حافظ على يوتيوب - اصالة انا كل ما اقول التوبة بتوزيع جديد على يوتيوب - عمرو دياب يغني لعبد الحليم انا كل ما اقول التوبة Amr Diab El Toba على يوتيوب - جنات - كل ما اقول التوبة على يوتيوب - Assi El Hallani & Ehab Twfek - Kol ma Agol El Toba - عاصي الحلاني و أيهاب توفيق - كل ما أقول التوبة على يوتيوب - مايا دياب/انا كل ما اقول التوبة على يوتيوب | - انا كل ماقول التوبة مروة ناجى على يوتيوب - نجوى_كرم تغني عبد الحليم في اغنية التوبة ♥🔥 اخطر صوت بكل العالم بتخود القلب 🔥🔥 على يوتيوب - المطرب الكبير عبدو شريف - انا كل ما قول التوبه Abdou Cherif - Ana Kol Ma2oul Eltouba / 2016 على يوتيوب - كارمن سليمان كل ما قول التوبة في حفل افتتاح أم بي سي مصر على يوتيوب - عصام قادري - كل ما قول التوبه - اسمر يا سمراني - NissiM KinG MusiC على يوتيوب - التـــــــوبة ..... غادة رجب على يوتيوب - ماجدة الرومي وانا كل ماقول التوبة يابوى على يوتيوب |